# اپسیلون مرغ بهشتی
اپسیلون مرغ بهشتی یک ستاره است که در صورت فلکی مرغ بهشتی قرار دارد.